# Acianthera toachica
Acianthera toachica là một loài thực vật có hoa trong họ Lan. Loài này được (Luer & Dodson) Luer mô tả khoa học đầu tiên năm 2004.